# Ołeksandr Pieleszenko
Ołeksandr Jurijowycz Pieleszenko (ur. 7 stycznia 1994, zm. 5 maja 2024) – ukraiński ciężarowiec, olimpijczyk z Rio de Janeiro. 
W 2016 i 2017 roku zdobył mistrzostwo Europy w kategorii do 85 kilogramów. Na igrzyskach w Rio de Janeiro w 2016 roku zajął czwarte miejsce. W 2018 został zawieszony na skutek pozytywnego wyniku kontroli antydopingowej.
Po rozpoczęciu rosyjskiej inwazji na Ukrainę wstąpił do wojska. Zginął 5 maja 2024 roku w obwodzie ługańskim.